# Las Vegas Review-Journal
Le Las Vegas Review-Journal est un quotidien en anglais diffusé dans la région de Las Vegas aux États-Unis. Fondé en 1909, le Las Vegas Review-Journal est le plus important journal de l'État du Nevada. Sa ligne éditoriale historiquement est conservatrice. Il est l'un des rares journaux à soutenir la candidature de Donald Trump lors de l'élection présidentielle américaine de 2016.
En décembre 2015, le Las Vegas Review-Journal est racheté par un mystérieux investisseur à un prix (140 millions de dollars) largement supérieur à son prix d'achat quelques mois plus tôt. Les journalistes du Las Vegas Review-Journal enquêtent alors sur l'identité des nouveaux propriétaires,. Il est révélé la semaine suivante que c'est la famille de Sheldon Adelson, milliardaire et important donateur républicain, qui a acquis le journal. Cette acquisition pose alors des doutes sur l'indépendance du journal. Plusieurs journalistes qui avaient enquêté sur le mystérieux acquéreur du journal quittent le journal dans les mois qui suivent.
Après l'acquisition du journal par Adelson, celui-ci voit ses effectifs passer de 100 à 150 personnes et sa diffusion augmenter. En 2017, le journal a une diffusion quotidienne d'environ 80 000 exemplaires en semaine et 120 000 le dimanche.